# Karel z Thun-Hohensteinu
Karel hrabě z Thun-Hohensteinu (německy Karl, Graf von Thun-Hohenstein, 24. ledna 1803 Vídeň – 16. ledna 1876 Terst) byl česko-rakouský šlechtic z rodu Thun-Hohensteinů a rakouský generál. V armádě sloužil od roku 1820, vyznamenal se v bojích během revoluce 1848–1849, později byl velitelem několika armádních sborů, naposledy se zúčastnil prusko-rakouské války v roce 1866 a krátce poté odešel do penze v hodnosti polního zbrojmistra.

## Život
Pocházel ze starého šlechtického rodu Thun-Hohensteinů, patřil ke klášterecké linii. Narodil se ve Vídni jako syn Josefa Jana hraběte z Thun-Hohensteinu (1767–1810) z jeho třetího manželství s Eleonorou Fritschovou. V roce 1820 vstoupil do císařské armády jako kadet u jezdectva a rychle postupoval v hodnostech (poručík 1821, nadporučík 1826). Jako rytmistr přešel v roce 1831 k pěchotě. Delší dobu sloužil u 3. pěšího pluku v Brně, kde byl povýšen na majora (1840) a podplukovníka (1845). V roce 1848 se stal velitelem 3. pluku v hodnosti plukovníka a v revolučních letech 1848–1849 bojoval nejprve v Itálii a poté proti maďarským povstalcům. V roce 1849 dosáhl hodnosti generálmajora a v roce 1850 působil několik měsíců jako velitel pevnosti v Budapešti. V roce 1850 armádu dočasně opustil a žil v soukromí, již v roce 1852 se ale k vojsku vrátil a převzal velení brigády v rámci 2. armádního sboru, později byl velitelem divize. V roce 1854 dosáhl hodnosti polního podmaršála a během války se Sardinií byl jmenován velitelem nově vytvořeného 15. armádního sboru určeného k obraně pobřeží, v boji ale nasazen nebyl. Po válce byl velitelem 8. armádního sboru v Padově (1859–1860). Po roce 1860 byl velitelem v Terstu pro oblast Rakouského přímoří a v letech 1862–1866 zastával funkci velitele 2. armádního sboru ve Vídni, respektive zemského velitele pro rakouské země. V čele 2. armádního sboru se zúčastnil prusko-rakouské války, bojoval v bitvě u Hradce Králové, následně v bitvě u Lamače kladl úspěšně odpor. Po prohrané válce se v září vzdal funkce sborového velitele a k datu 1. února 1867 byl penzionován v čestné hodnosti polního zbrojmistra.
Karel hrabě z Thun-Hohensteinu zemřel 16. ledna 1876 v Terstu.

## Tituly a ocenění
Během vojenské služby obdržel řadu vyznamenání, byl nositelem Řádu železné koruny III. třídy s válečnou dekorací, rytířem Leopoldova řádu a držitelem Vojenského záslužného kříže s válečnou dekorací. Několik vyznamenání získal také od zahraničních panovníků, byl nositelem velkokříže papežského Řádu sv. Řehoře Velikého a Nejvyššího řádu Kristova, dále nositelem ruského Řádu sv. Anny a Řádu sv. Stanislava, pruského Řádu koruny a lucemburského Řádu Adolfa Nasavského. Při odchodu do výslužby obdržel Řád železné koruny I. třídy. Jako velitel armádního sboru byl jmenován c. k. tajným radou s nárokem na oslovení Excelence (1859). Od roku 1857 byl čestným majitelem pěšího pluku č. 29 v Temešváru.

## Rodina
V roce 1833 se oženil s baronkou Johannou Kollerovou (1809–1891), dcerou vojevůdce a diplomata napoleonských válek Františka Kollera. Manželství zůstalo bez potomstva.
Jeho starší bratr Josef Matyáš z Thun-Hohensteinu (1794–1868) vlastnil rozsáhlé statky v Čechách a patřil k významným osobnostem českého veřejného života první poloviny 19. století. Švagr Alexander von Koller (1813–1890) byl rakousko-uherským ministrem války a místodržitelem v Čechách.